# Élie Bayol
Élie Marcel Bayol (Marseille, 28 februari 1914 – La Ciotat, 25 mei 1995) was een Frans Formule 1-coureur. Hij racete tussen 1952 en 1956 voor de teams OSCA en Gordini. Hij behaalde 2 WK-punten.